# Klagenfurter Zeitung

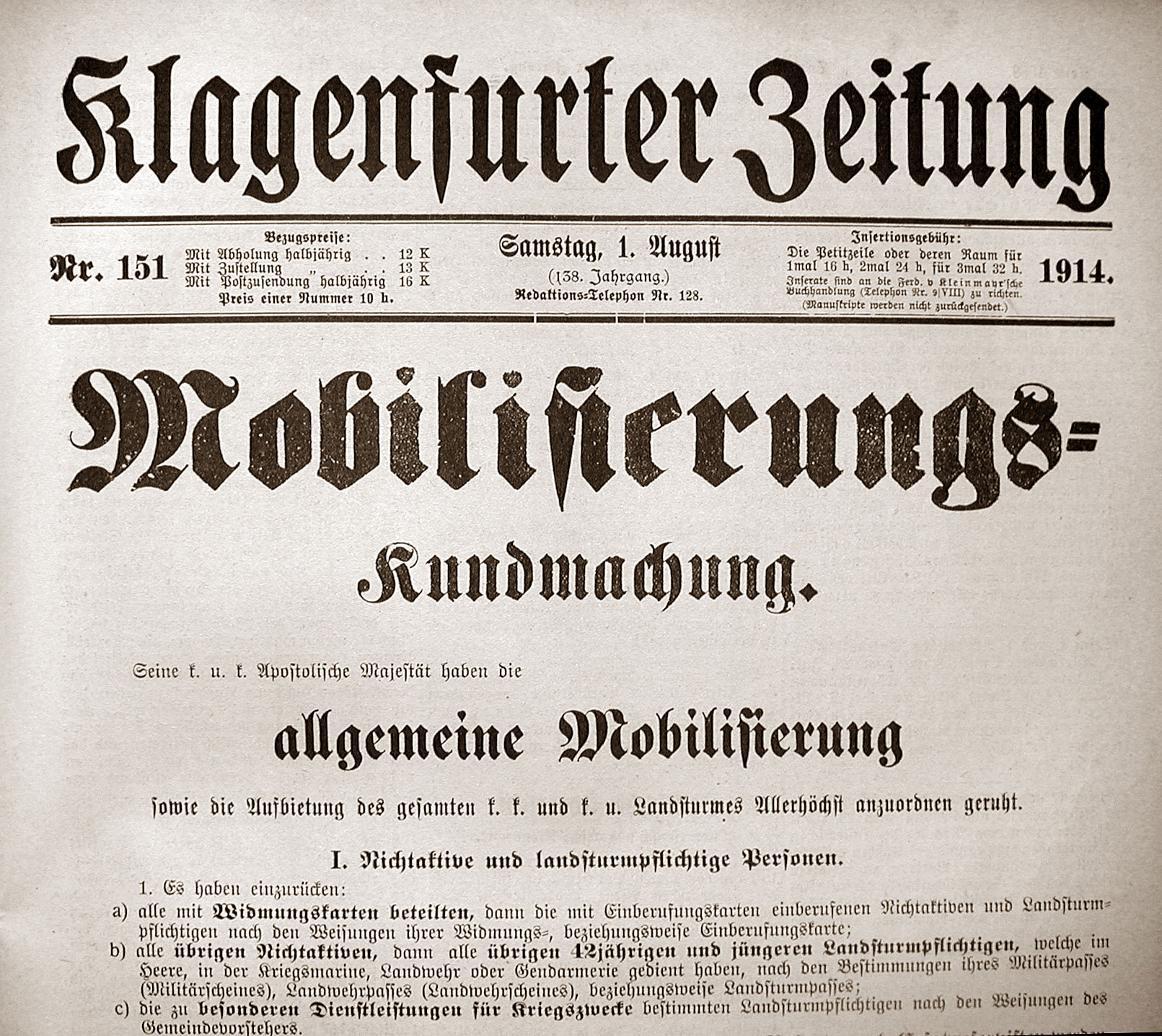
Klagenfurter Zeitung vom 1. August 1914

Die Klagenfurter Zeitung erschien von etwa 1784 bis 1886 und nach einer kurzen Unterbrechung von 1887 bis 1938, als sie zeitgleich mit dem Ersterscheinen des Kärntner Grenzrufes eingestellt wurde. Nach den Kriegsjahren wurde die Zeitung von 1949 bis 1951 weitergeführt. Anfangs erschien die Zeitung täglich, später nur mehr zweimal wöchentlich, immer im Format 4°.
Da in Klagenfurt zeitweise zwei gleichnamige Zeitungen erschienen, sind die Angaben in der Sekundärliteratur hinsichtlich Format, Erscheinungsfrequenz und erhaltenem Bestand nur schwer dem jeweiligen Zeitungsunternehmen zuzuordnen.

Das Impressum nennt Josef Schotter als Verleger und Drucker. Als Standortnachweis gilt das ehemalige Verlagsarchiv Kleinmayr in Klagenfurt.
Die Kärntner Wissenschaftszeitschrift Carinthia ging aus einer Beilage der Klagenfurter Zeitung hervor.